# Janez Jurman
Janez Jurman, slovenski smučarski skakalec in trener, * 10. junij 1946, Ljubljana.
Jurman je med letoma 1965 in 1974 sodeloval na tekmah Turneje štirih skakalnic, skupno je nastopil na šestnajstih tekmah. Svojo najboljšo uvrstitev je dosegel ob svojem zadnjem nastopu 5. januarja 1974 v Bischofshofnu, ko je zasedel 24. mesto. Na 2. Memorialu Janeza Polde je zasedel 32. mesto, njegov najdaljši skok je bil 74 m. Po končani karieri je deloval kot trener. 